# Paul Salinger
Paul Salinger (* 21. Mai 1865 in Berlin; † 26. November 1942 in Theresienstadt) war ein deutscher Architekt.

## Leben
Salinger studierte Architektur an der Technischen Hochschule Charlottenburg und wurde selbstständiger Architekt in Berlin. 
1895 heiratete er Elisabeth Breslauer (* 1. November 1870 in Berlin; † 20. Februar 1943 in Theresienstadt), die Tochter von Heinrich Breslauer und Ida Breslauer geb. Koch. Das Paar hatte zwei Kinder.
Von 1901 bis 1934 war er in Arbeitsgemeinschaft mit seinem Freund und Schwager Alfred Breslauer tätig. Sie entwarfen hauptsächlich Villen, Herrenhäuser und Landhäuser.
Ab 1920 lebten die Salingers in Potsdam mit der Tochter Charlotte und Elisabeths Schwestern Helene und Hedwig im Elternhaus Breslauer, Jägerallee 25.

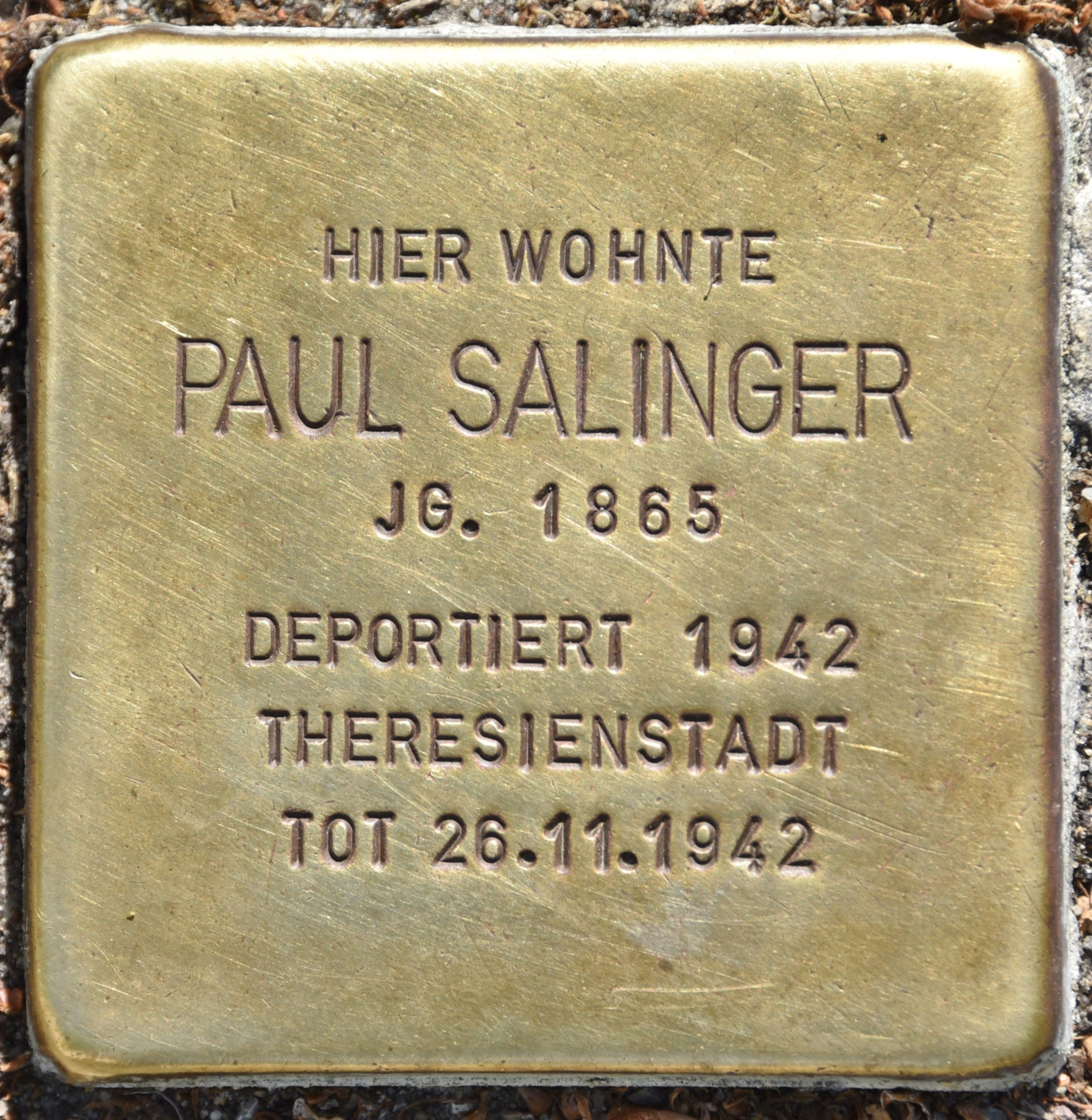
Stolperstein für Paul Salinger in Potsdam

Wegen ihres fortgeschrittenen Alters waren die Salingers überzeugt, dass sie von den Nazis nichts zu befürchten hätten, und blieben in Deutschland. Am 2. Oktober 1942 mussten beide eine Vermögenserklärung ausfüllen und wurden am nächsten Tag mit dem „3. Großen Potsdamer Alterstransport“ ins Ghetto Theresienstadt deportiert. Dort starben sie bald nach der Deportation, die Todesursache ist unbekannt. (Die in den Theresienstädter „Todesfallanzeigen“ eingetragenen Todesursachen sind keine verlässliche Quelle, sie sind i. d. R. als beschönigende Floskeln zu werten.)
Paul Salingers Tochter Charlotte heiratete den Kinderarzt Arnold Benfey (* 1880). Das Paar wanderte 1936 in die Vereinigten Staaten aus und lebte in New York. 1961 kehrten sie nach Deutschland zurück, wo Arnold Benfey aber bereits am 22. Juli 1962 in München starb; seine Witwe lebte dann bis zu ihrem Tod am 23. August 1982 in Oberstdorf (Allgäu).

## Bauten (Auswahl)

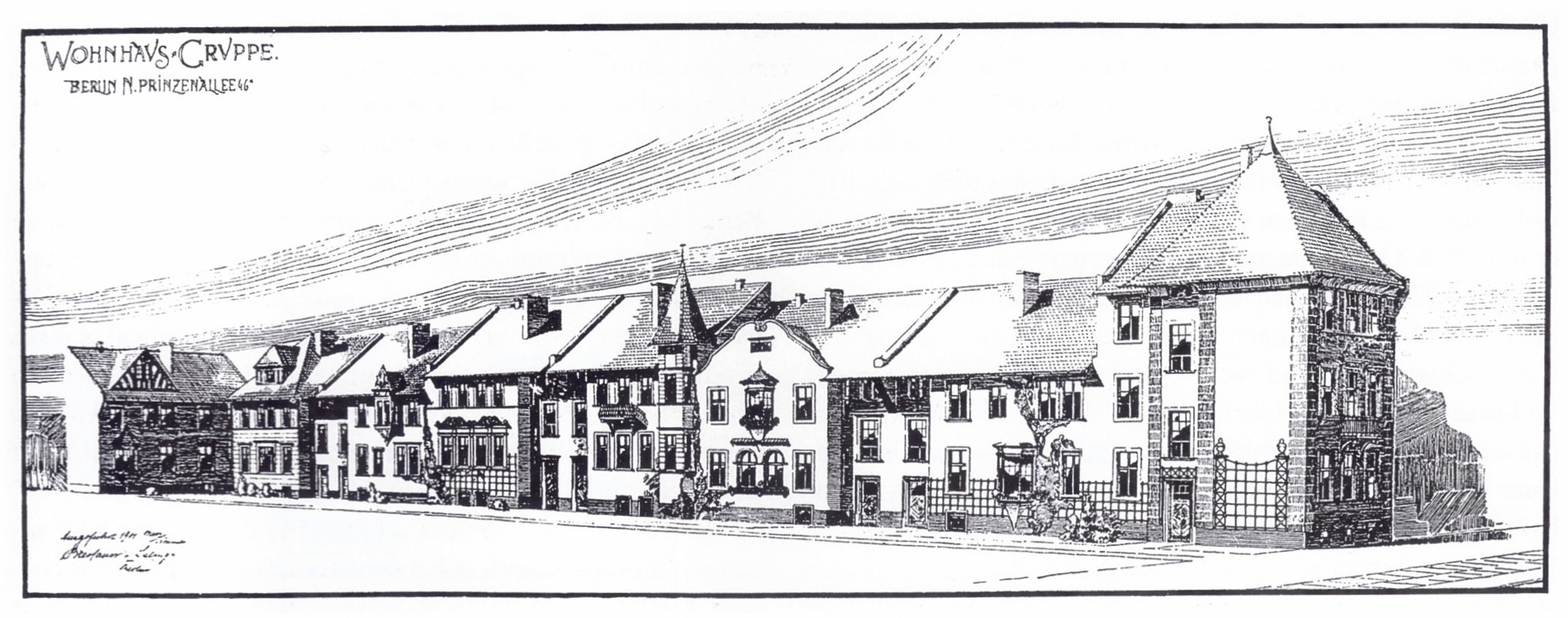
Berlin-Gesundbrunnen, Rote Häuser
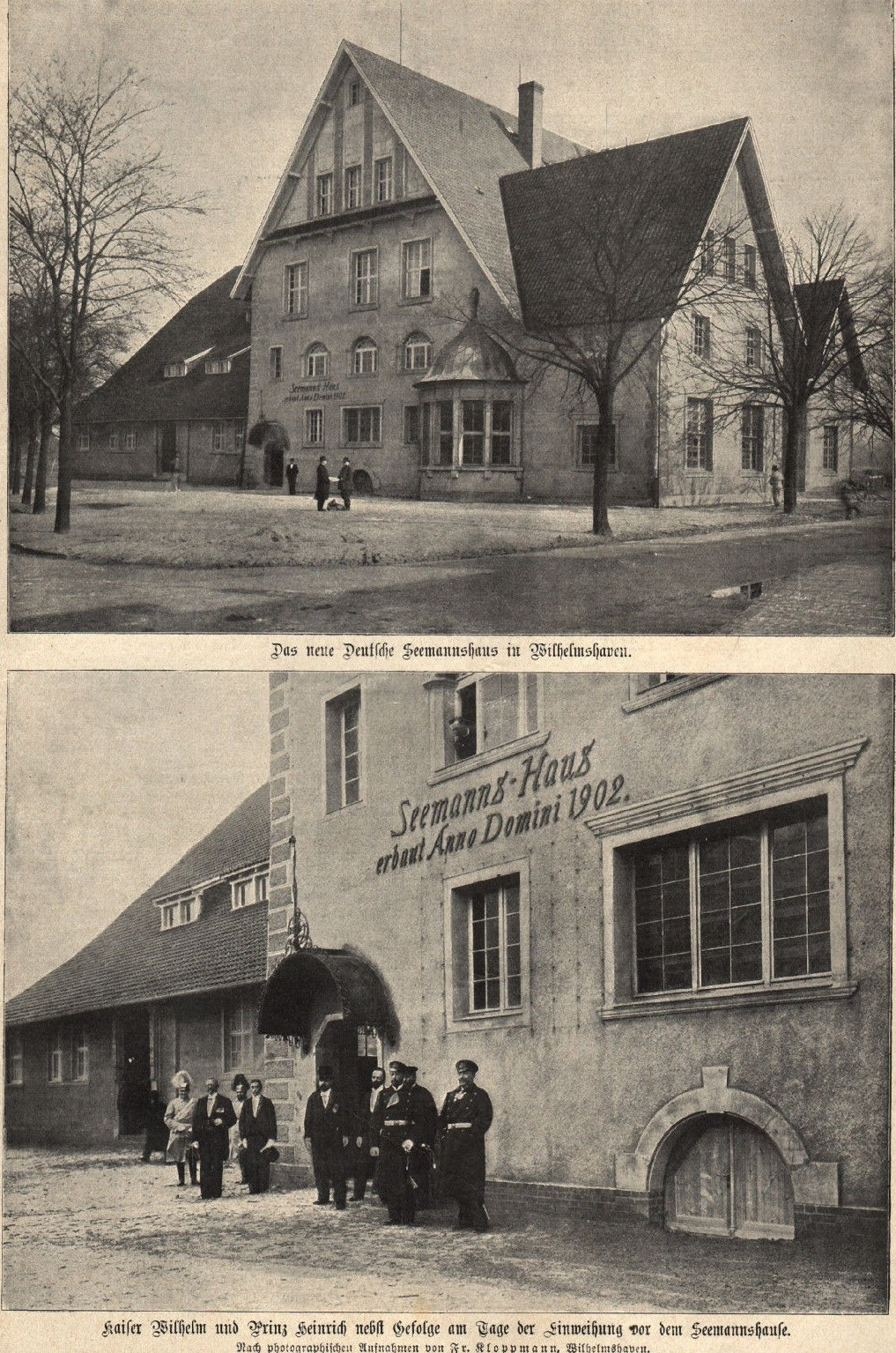
Wilhelmshaven, Seemannshaus
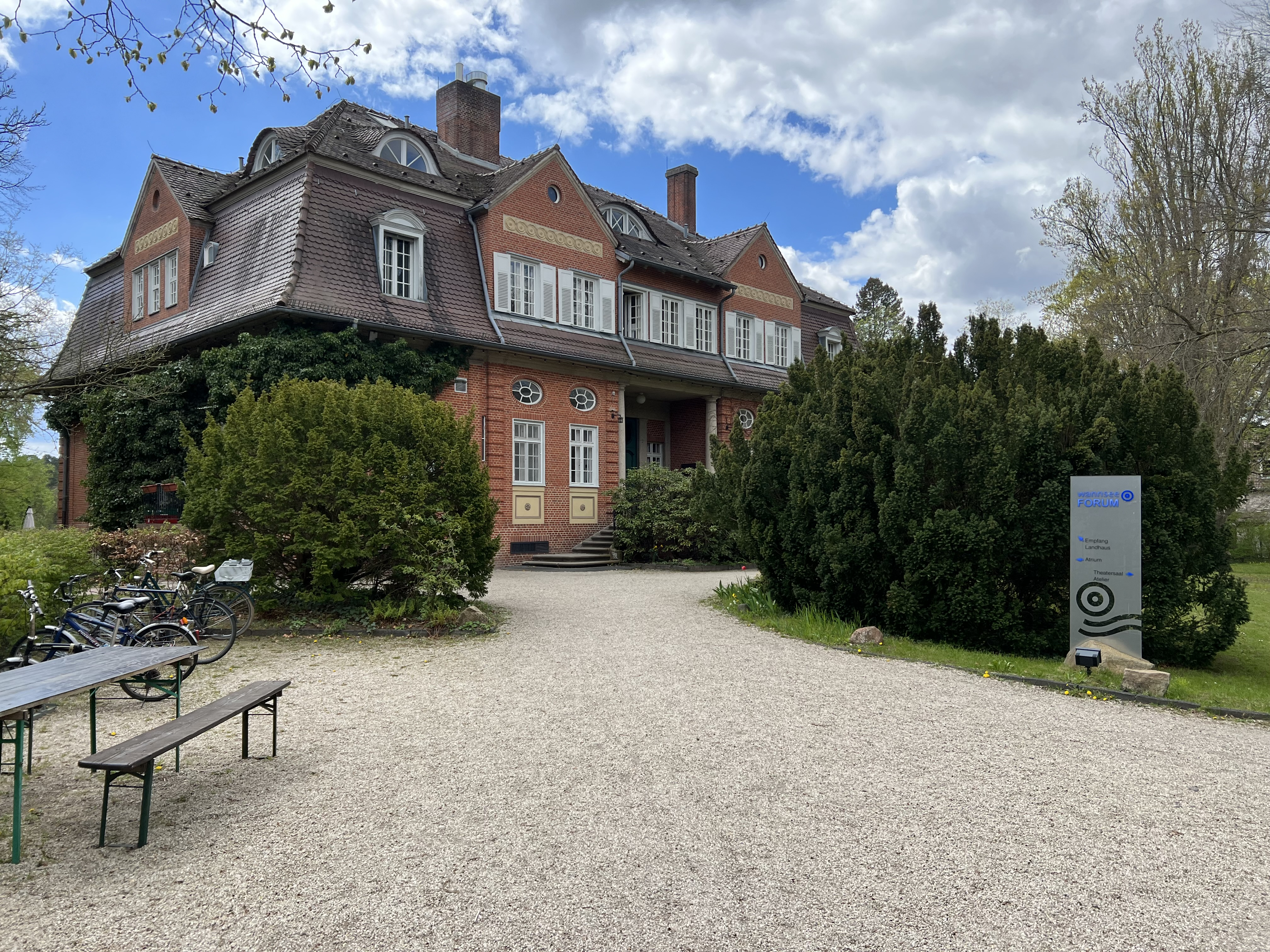
Villa Berlin-Wannsee, Hohenzollernstraße 14
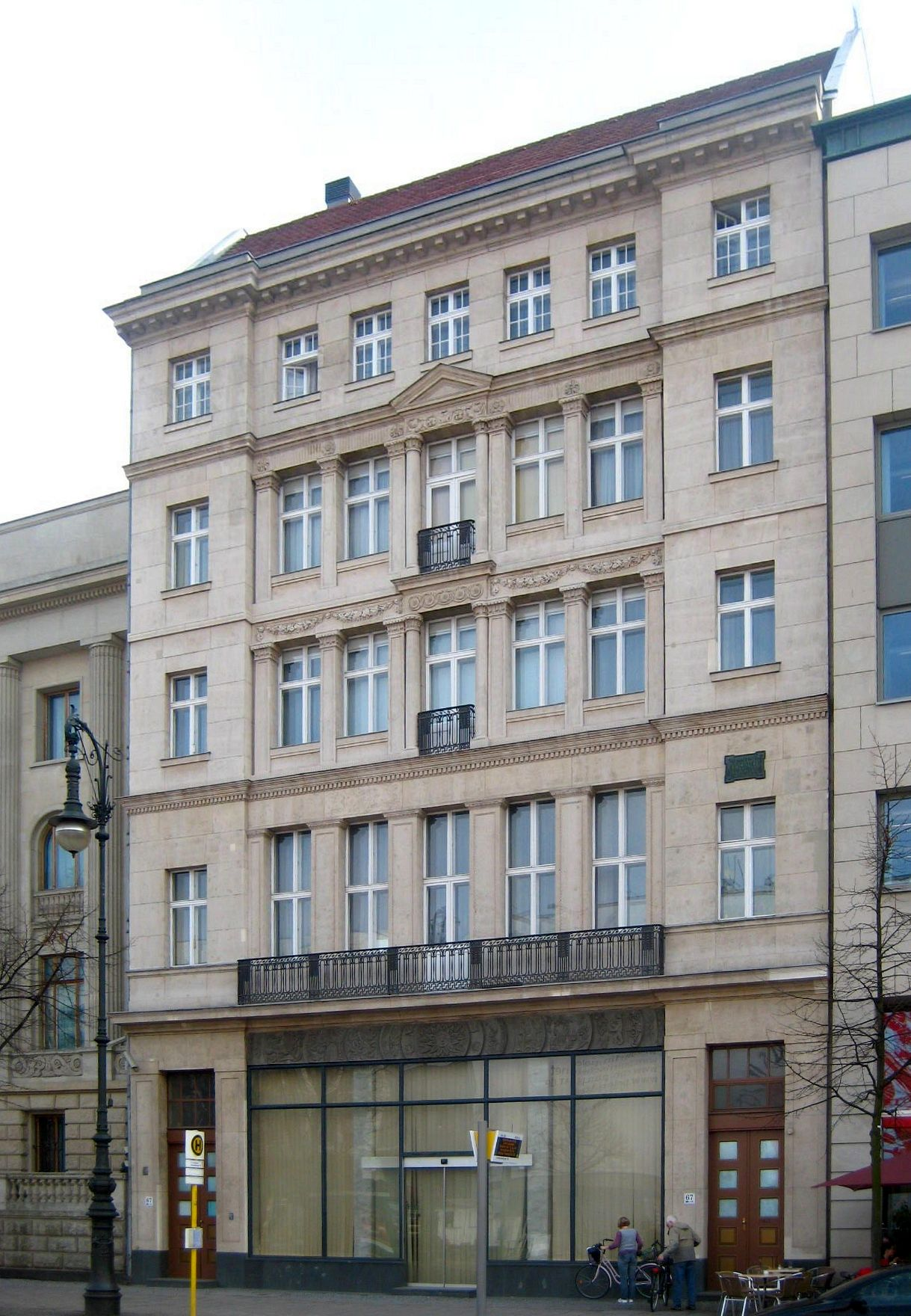
Geschäftshaus Berlin, Unter den Linden 67
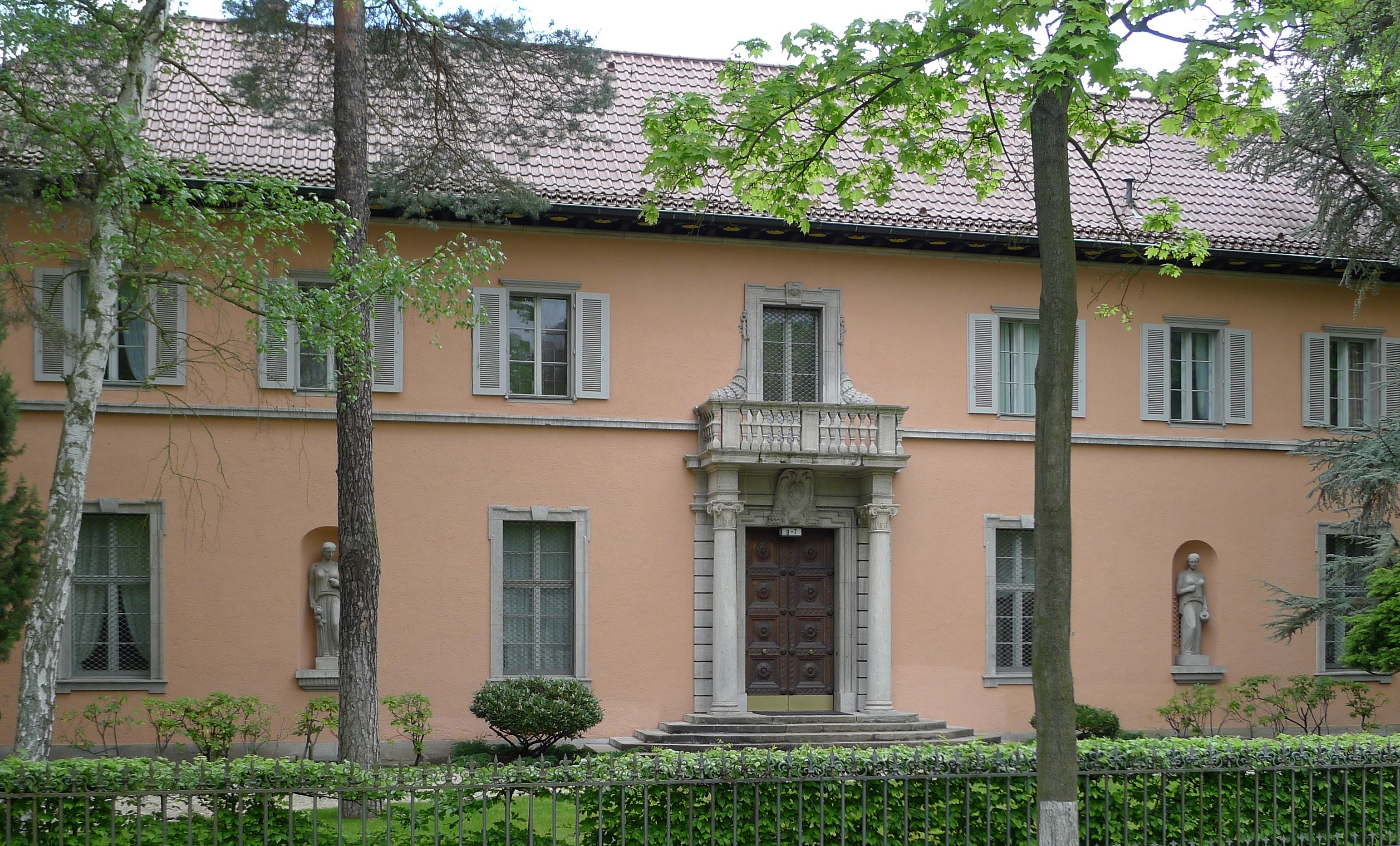
Berlin-Grunewald, Kronberger Straße 7/9 Palazzo Paicos
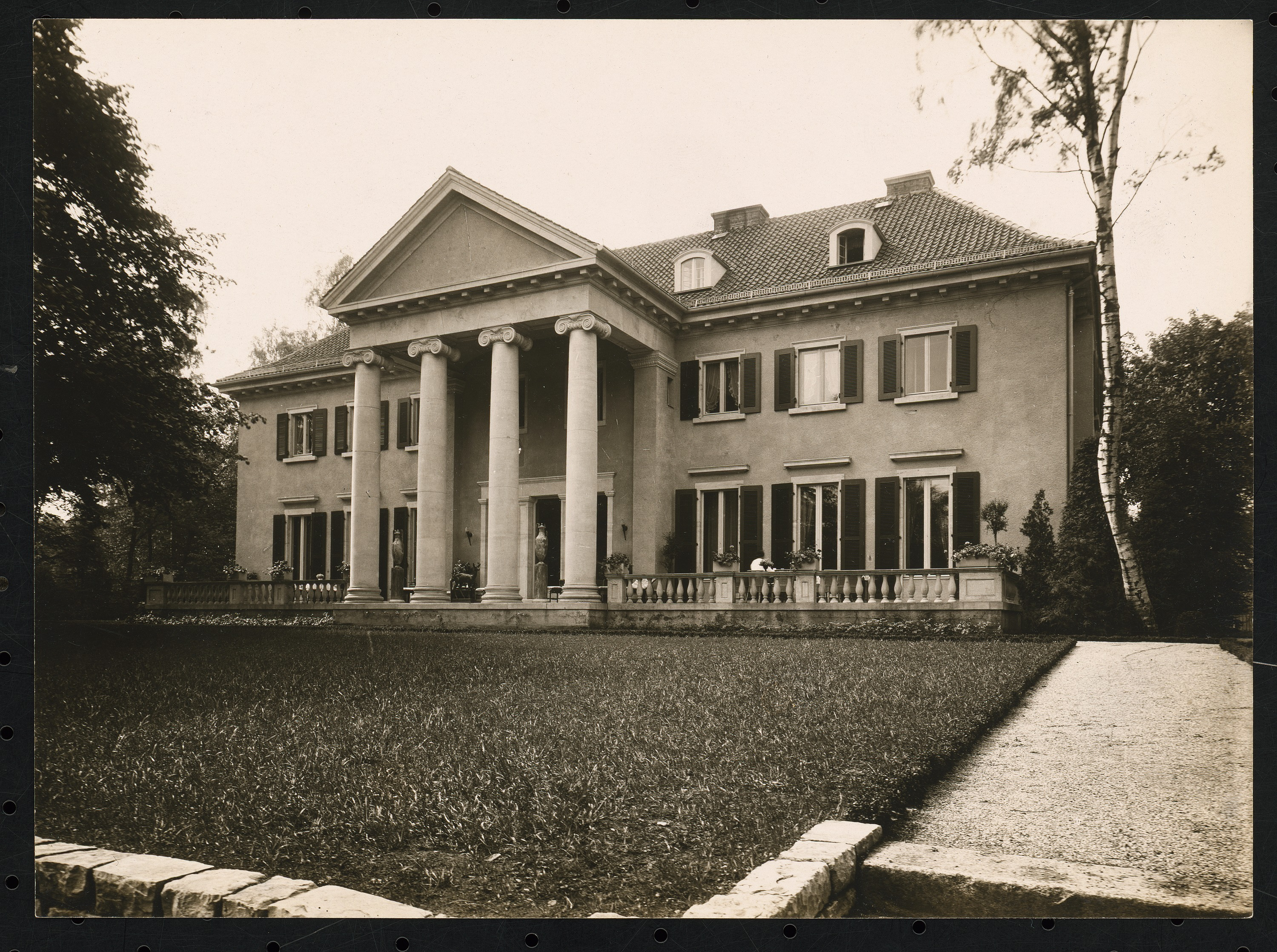
Villa Goldschmidt Potsdam-Babelsberg, Virchowstraße 43
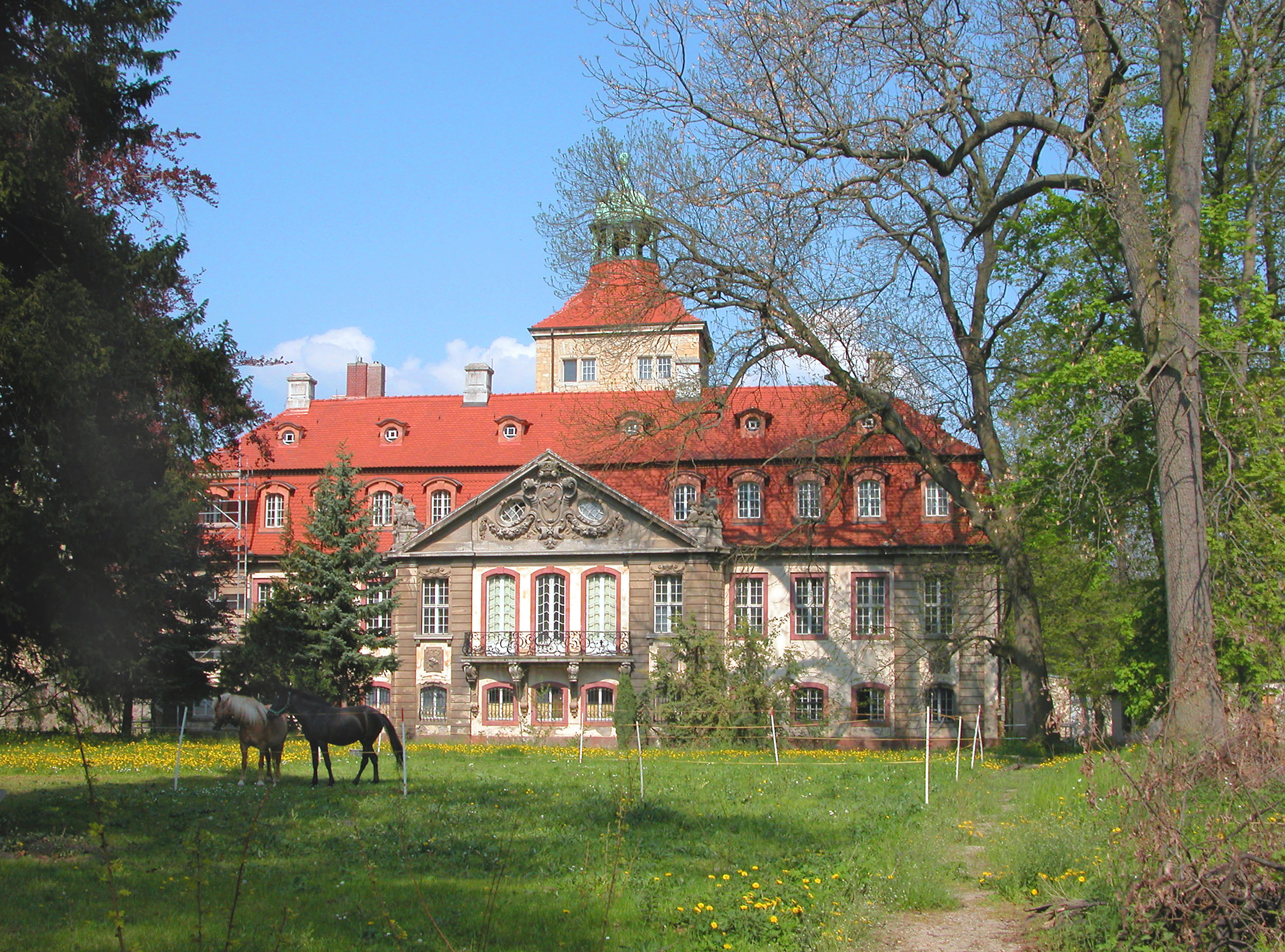
Schloss St. Ulrich, Mücheln
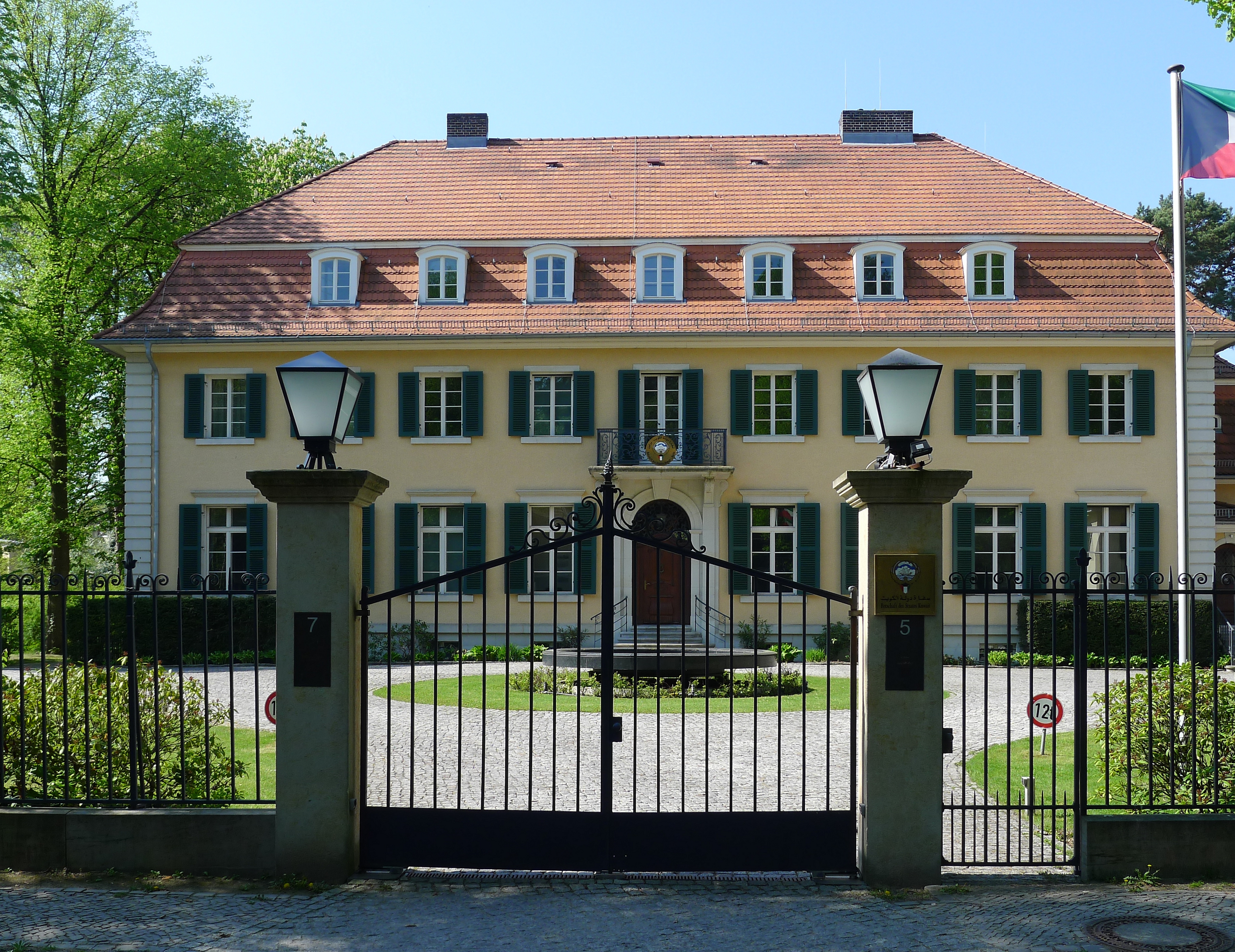
Landhaus Berlin-Grunewald, Griegstraße 5/7
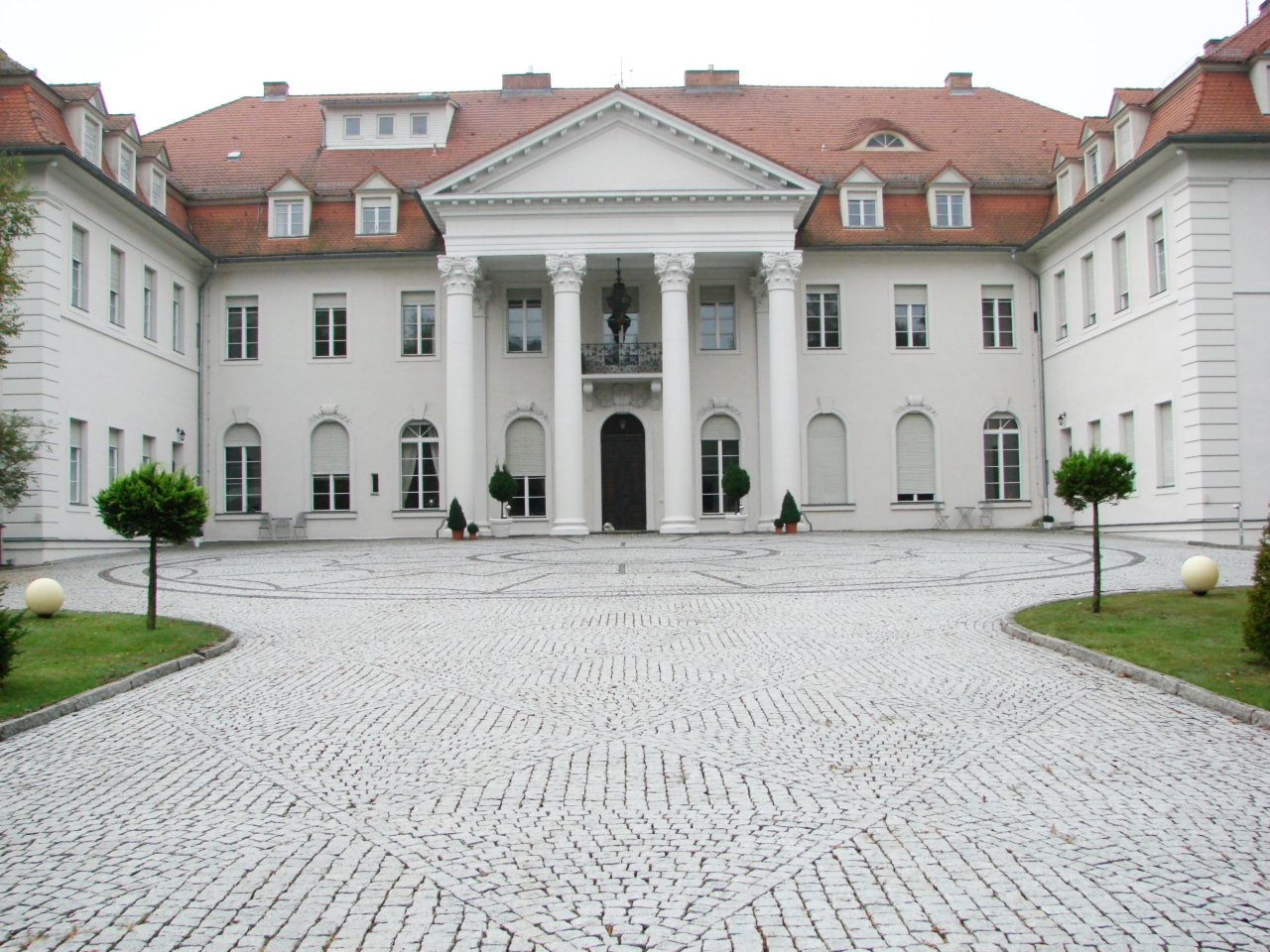
Schloss Bärenklau
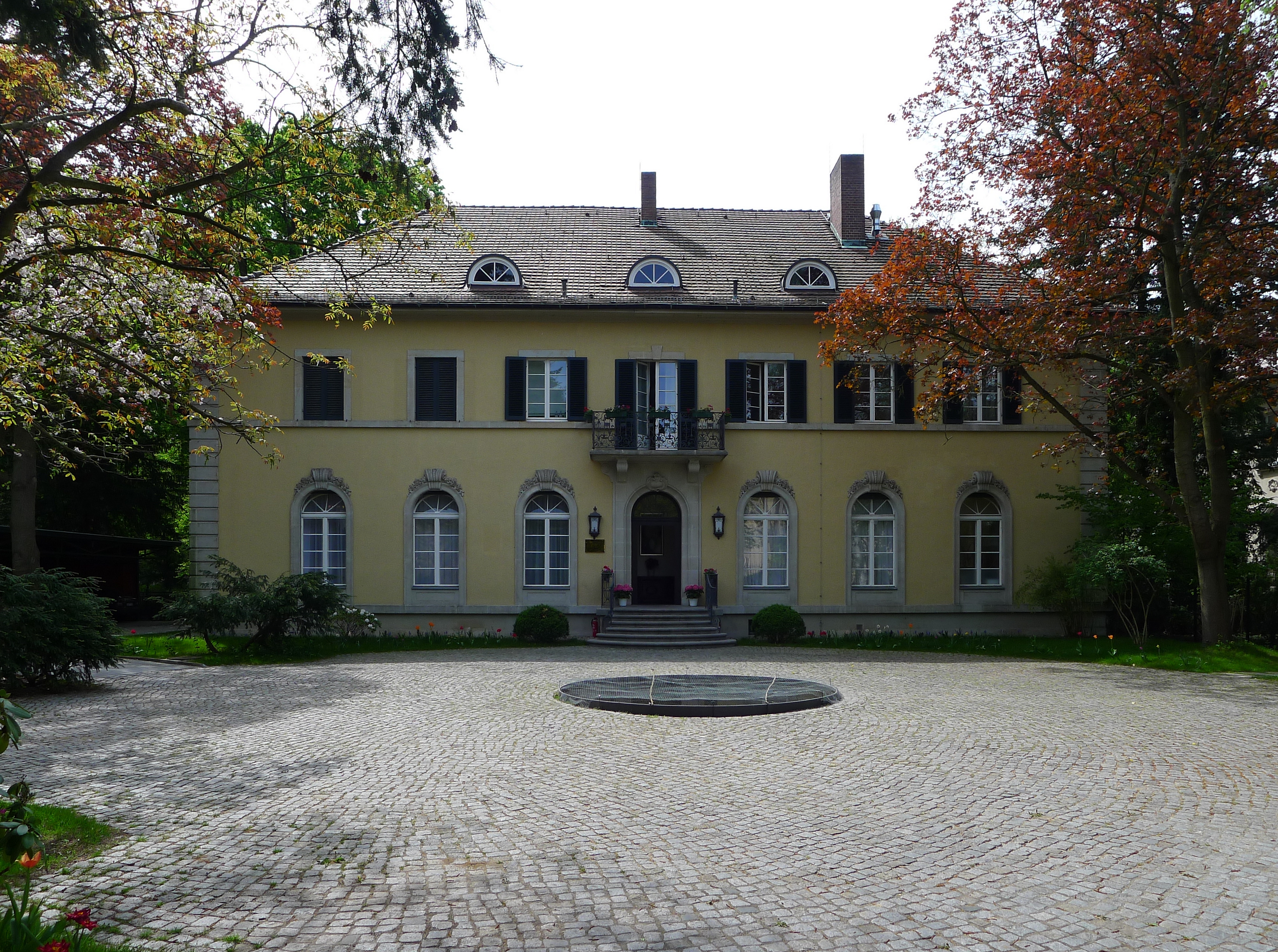
Landhaus Berlin-Grunewald, Bismarckallee 44

Aus der Zeit vor der Zusammenarbeit mit Breslauer sind keine Bauten Salingers bekannt.
- 1901: Wohnhausgruppe „Rote Häuser“ für Sozialdemokraten im Auftrag von Hugo Heimann in Gesundbrunnen, Prinzenallee 46a–h (zerstört; die einzelnen Häuser verkauft u. a. an Karl Liebknecht, Paul Singer und Hugo Heimann[5])
- 1902–1903: Seemannshaus in Wilhelmshaven, Bismarckstraße / Heppenser Straße (hervorgegangen aus einem 1901 durchgeführten Architektenwettbewerb)
Das Gebäude beherbergte ab 1925 das erste Stadttheater und wurde im Zweiten Weltkrieg zerstört. Eine Abbildung des Gebäudes wird als Exponat erwähnt im amtlichen Katalog (der deutschen Abteilung) der Weltausstellung 1904 in St. Louis.
- 1903–1904: Textilkaufhaus R. M. Maaßen in Berlin-Kreuzberg, Oranienstraße 164/165 / Oranienplatz 2 (verändert, unter Denkmalschutz)[6][7]
- 1905: Privatklinik für Ernst Unger in Berlin-Tiergarten, Derfflingerstraße 21 (Hintergebäude im Blockinneren, unter Denkmalschutz)[8]
- 1906–1907: Villa für den Bankier Carl Joerger am Pohlesee in Berlin-Wannsee, Hohenzollernstraße 14 (unter Denkmalschutz, heute Jugendbildungsstätte wannseeForum)[9]
- 1907–1908: Geschäftshaus Friedländer in Berlin, Unter den Linden 67 (unter Denkmalschutz)[10]
- 1909–1910: Wohnhaus für Alfred Breslauer in Berlin-Schmargendorf, Rheinbabenallee 29/31 (zerstört)[11]
- 1913–1914: Landhaus für den Bankier Fritz Andreae in Berlin-Grunewald, Kronberger Straße 7/9 (auch genannt Palazzo Paicos, unter Denkmalschutz)[12]
- 1914: Landhaus für den Schraubenfabrikanten Arthur Victorius in Berlin-Grunewald, Richard-Strauss-Straße 22 (ab 1925 bewohnt durch Max Alsberg, verändert, unter Denkmalschutz)[13]
- 1921 Grundlegender Umbau der Villa Goldschmidt für den jüdischen Bankier Jakob Goldschmidt in Potsdam-Babelsberg, Virchowstraße 43
- 1921–1925: Umbau und Erweiterung des Wasserschlosses St. Ulrich für Karl Roderich von Helldorff
- 1922: Erweiterung der Villa Schöningen für den Bankier Paul Wallich in Potsdam, Berliner Straße 86
- 1927–1929: Landhaus für den Textilfabrikanten Siegfried Heidemann in Berlin-Grunewald, Griegstraße 5/7 (unter Denkmalschutz, heute Kuwaitische Botschaft)[14]
- 1927–1930: Herrenhaus auf Gut Bärenklau bei Schenkendöbern[15][16]
- 1928–1929: Landhaus für den Kaufmann Alfred Siegel in Berlin-Grunewald, Bismarckallee 44 (unter Denkmalschutz)[17]
- 1929: Erweiterungsbau für die Druckerei Dr. Haas KG in Mannheim, R 1, 12–13[18]
- 1930–1931: Landhaus für den Verleger Louis Ullstein in Berlin-Grunewald, Höhmannstraße 10 (unter Denkmalschutz)[19]